# Nomwin
Nomwin – zamieszkany atol w Mikronezji, w stanie Chuuk. Należy do archipelagu Karolin na Oceanie Spokojnym. Według danych szacunkowych na rok 2000 atol zamieszkuje łącznie 1033 mieszkańców.

## Geografia
Nomwin leży w północnej części stanu Chuuk, 9 km na południowy wschód od Murilo (z którym łącznie tworzy Wyspy Hall), 36 km na wschód od Fayu i 82 km na północ od atolu Chuuk. Długość atolu wynosi 30 km, a szerokość 18 km. Atol składa się z 16 wysp. Łączna powierzchnia atolu wynosi 318 km², a największa głębokość laguny wynosi 52 m.